# Monimia rotundifolia
Monimia rotundifolia är en tvåhjärtbladig växtart som beskrevs av Thou.. Monimia rotundifolia ingår i släktet Monimia och familjen Monimiaceae. Inga underarter finns listade i Catalogue of Life.